# Suffolk (Virgínia)
Suffolk é uma cidade independente localizada no estado americano de Virgínia. A sua área é de 1 111,3 km², sua população é de 63 677 habitantes, e sua densidade populacional é de 63 hab/km² (segundo o censo americano de 2000). A cidade foi fundada em 1742.